# سارة القرظية
سارة القُرَظية هي شاعرة من شواعر اليهود العرب في الجاهلية.
```
كانت من يهود يثرب وتنتمي لقبيلة 
بني قريظة
. قيل: إن أبا جبلة الغساني أحد ملوك اليمن قصد 
المدينة
 في الجاهلية وكان أهلها يهود وبلغه عن ملكهم أمور فاحشة، وكان ملكهم يقال له 
الفطيون
، وقد سنّ فيهم سنّة أن لا تدخل امرأة على زوجها حتى يكون هو الذي يقتضّها قبله
[
2
]
، فأوقع أبا جبلة باليهود بذي حرض وهو واد بالمدينة وقتلهم، فقالت ‌سارة ‌القرظية وهي منهم تذكر ذلك وترثي من قتل من قومها:
[
3
]
```